# Mareil-sur-Loir
Pour les articles homonymes, voir Mareil.
Mareil-sur-Loir est une commune française, située dans le département de la Sarthe en région Pays de la Loire, peuplée de 658 habitants.
Commune rurale, le village est établi à la confluence du Loir et de ses affluents les ruisseaux de Boulay et de Carpentras. Alors que la commune a subi un fort exode rural à partir du milieu du XIXe siècle, la population a cessé de décroître dans le dernier quart du XXe siècle, avant de connaître une légère augmentation ces dernières années.
La commune bénéficie du label « village fleuri » avec deux fleurs attribuées par le Conseil national des villes et villages fleuris de France au concours des villes et villages fleuris.
La commune fait partie de la province historique du Maine, et se situe dans le Haut-Maine (Maine blanc).

## Géographie

### Localisation
Mareil-sur-Loir, commune du sud du département de la Sarthe, est située dans la vallée du Loir. Elle se trouve, en distances orthodromiques, à 6,5 km de La Flèche, 34,3 km du Mans, 50,5 km d'Angers, 61,8 km de Tours et 214,4 km de Paris. Le méridien de Greenwich traverse la commune.
| Clermont-Créans | Saint-Jean-de-la-Motte | Saint-Jean-de-la-Motte |
| Clermont-Créans | Mareil-sur-Loir        | Luché-Pringé           |
| La Flèche       | La Flèche              | Thorée-les-Pins        |

### Géologie et relief
L'altitude de la commune est comprise entre 27 mètres et 103 mètres. Le point le plus bas de la commune est situé sur le Loir, à la limite communale avec Clermont-Créans, tandis que le point culminant est situé au nord, à proximité du lieu-dit la Tredoutière.
Le bourg de Mareil-sur-Loir est implanté sur la limite nord de la plaine alluviale du Loir, sur un coteau recouvert de marnes et sables du Cénomanien supérieur. Au nord de la commune, le plateau est recouvert de formations argilo-sableuses datant de l'Éocène inférieur ou moyen, ainsi que d'argile, grès, sable et silex du Turonien et du Sénonien,,.

### Hydrographie
Mareil-sur-Loir est bordée au sud par le Loir, long de 317 km et affluent de la Sarthe qu'il rejoint à Angers. Deux affluents du Loir s'écoulent également sur le territoire de la commune. Le ruisseau du Boulay, long de 5,4 km, forme la frontière communale avec Clermont-Créans, à l'ouest. À l'est, le ruisseau de Carpentras, long de 12,5 km et qui rejoint le Loir à hauteur du Moulin des Îles, forme la frontière avec Luché-Pringé.

### Climat
Pour des articles plus généraux, voir Climat des Pays de la Loire et Climat de la Sarthe.
En 2010, le climat de la commune est de type climat océanique dégradé des plaines du Centre et du Nord, selon une étude du CNRS s'appuyant sur une série de données couvrant la période 1971-2000. En 2020, Météo-France publie une typologie des climats de la France métropolitaine dans laquelle la commune est exposée à un climat océanique et est dans la région climatique  Moyenne vallée de la Loire, caractérisée par une bonne insolation (1 850 h/an) et un été peu pluvieux. 
Pour la période 1971-2000, la température annuelle moyenne est de 11,3 °C, avec une amplitude thermique annuelle de 14,5 °C. Le cumul annuel moyen de précipitations est de 659 mm, avec 11,6 jours de précipitations en janvier et 6,5 jours en juillet. Pour la période 1991-2020, la température moyenne annuelle observée sur la station météorologique de Météo-France la plus proche, sur la commune de Thorée-les-Pins à 4 km à vol d'oiseau, est de 12,1 °C et le cumul annuel moyen de précipitations est de 744,6 mm,. Pour l'avenir, les paramètres climatiques de la commune estimés pour 2050 selon différents scénarios d'émission de gaz à effet de serre sont consultables sur un site dédié publié par Météo-France en novembre 2022.

### Voies de communication et transports
La route départementale D 13 traverse Mareil-sur-Loir. Elle pénètre sur le territoire de la commune à l'est, en provenance de Luché-Pringé, et repart à l'ouest en direction de Clermont-Créans, où elle rejoint la D 323 (ancienne RN 23) qui relie Paris à Nantes via Le Mans et Angers. À l'est de la commune, la départementale D 157 part en direction de Saint-Jean-de-la-Motte.

## Urbanisme

### Typologie
Au 1er janvier 2024, Mareil-sur-Loir est catégorisée commune rurale à habitat dispersé, selon la nouvelle grille communale de densité à sept niveaux définie par l'Insee en 2022.
Elle est située hors unité urbaine. Par ailleurs la commune fait partie de l'aire d'attraction de La Flèche, dont elle est une commune de la couronne,. Cette aire, qui regroupe 11 communes, est catégorisée dans les aires de moins de 50 000 habitants,.

## Toponymie
Le nom « Mareil » viendrait du gaulois maro, « grand», et ialo, « clairière ». Le nom serait donc issu de l'installation de la localité dans un espace défriché d'une forêt.
L'endroit est cité par Grégoire de Tours au VIe siècle sous l'appellation Villam maroialensi.
Le gentilé est Mareillais.

## Histoire
Les périodes importantes du développement du village sont notamment les XIIe, XVe, XVIIe, XVIIIe, XIXe et XXe siècles.

## Politique et administration

### Administration municipale

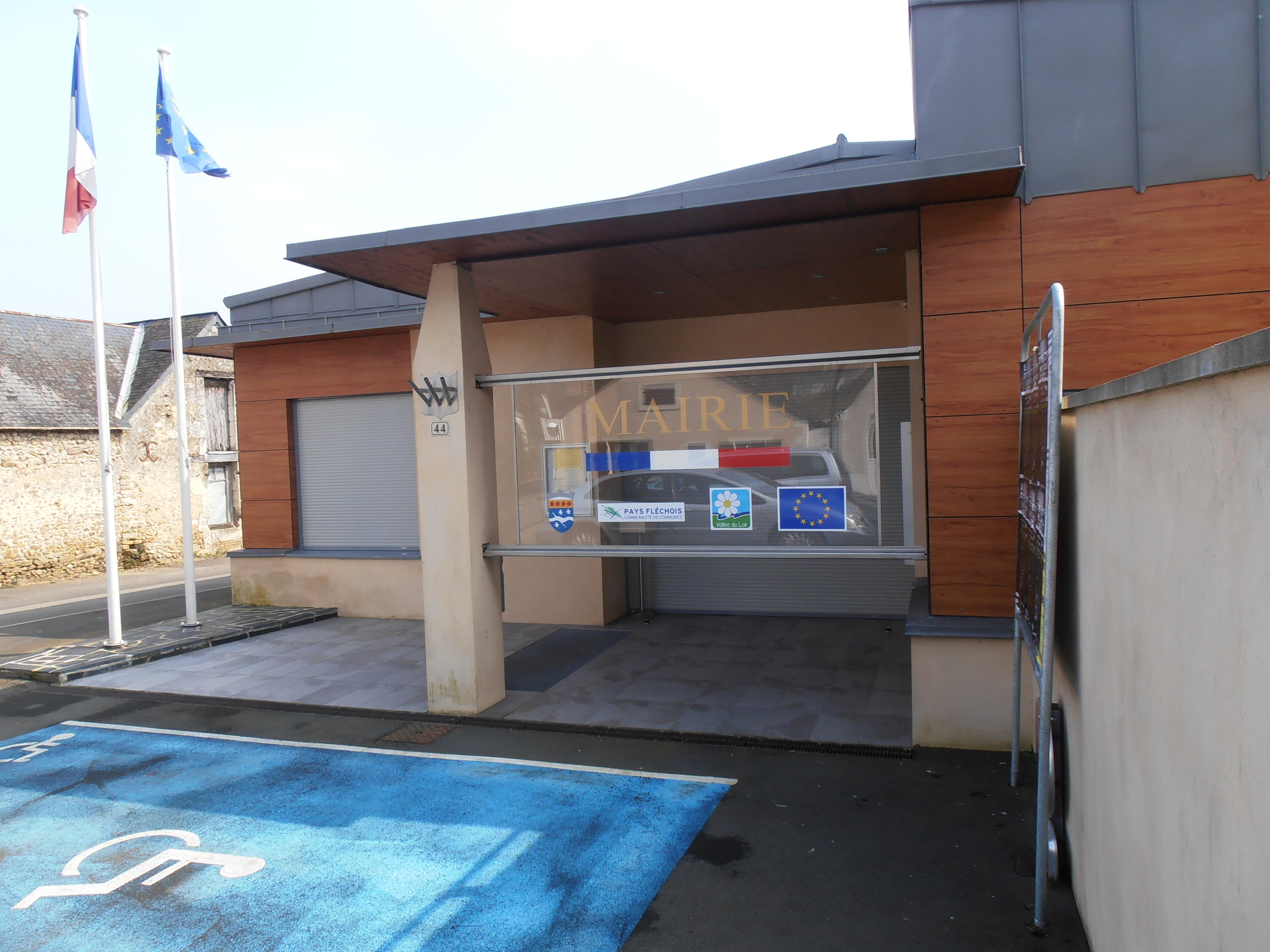
La mairie de la commune.

Mareil-sur-Loir est située dans le canton et l'arrondissement de La Flèche, dans le département de la Sarthe. La commune comptant moins de 1 500 habitants, son conseil municipal est constitué de 15 élus.

### Liste des maires
| Période                                  | Période      | Identité         | Étiquette | Qualité                                                            |
| ---------------------------------------- | ------------ | ---------------- | --------- | ------------------------------------------------------------------ |
| 1983                                     | juillet 2020 | Pierre Houdayer  | SE        | Artisan couvreur, suppléant du député RPR Antoine Joly (1993-1997) |
| juillet 2020                             | En cours     | Jérôme Prémartin | DVD       | Auto-entrepreneur                                                  |
| Les données manquantes sont à compléter. |              |                  |           |                                                                    |

## Population et société

### Démographie
L'évolution du nombre d'habitants est connue à travers les recensements de la population effectués dans la commune depuis 1793. Pour les communes de moins de 10 000 habitants, une enquête de recensement portant sur toute la population est réalisée tous les cinq ans, les populations de référence des années intermédiaires étant quant à elles estimées par interpolation ou extrapolation. Pour la commune, le premier recensement exhaustif entrant dans le cadre du nouveau dispositif a été réalisé en 2006.
En 2022, la commune comptait 658 habitants, en évolution de −0,6 % par rapport à 2016 (Sarthe : −0,25 %, France hors Mayotte : +2,11 %).
| 1793 | 1800 | 1806 | 1821 | 1831  | 1836 | 1841 | 1846 | 1851 |
| ---- | ---- | ---- | ---- | ----- | ---- | ---- | ---- | ---- |
| 905  | 908  | 894  | 948  | 1 022 | 998  | 971  | 975  | 954  |

| 1856 | 1861 | 1866 | 1872 | 1876 | 1881 | 1886 | 1891 | 1896 |
| ---- | ---- | ---- | ---- | ---- | ---- | ---- | ---- | ---- |
| 924  | 885  | 864  | 947  | 848  | 809  | 787  | 718  | 661  |

| 1901 | 1906 | 1911 | 1921 | 1926 | 1931 | 1936 | 1946 | 1954 |
| ---- | ---- | ---- | ---- | ---- | ---- | ---- | ---- | ---- |
| 639  | 610  | 586  | 503  | 538  | 528  | 541  | 497  | 525  |

| 1962 | 1968 | 1975 | 1982 | 1990 | 1999 | 2006 | 2011 | 2016 |
| ---- | ---- | ---- | ---- | ---- | ---- | ---- | ---- | ---- |
| 530  | 526  | 449  | 470  | 500  | 504  | 554  | 631  | 662  |

| 2021 | 2022 | - | - | - | - | - | - | - |
| ---- | ---- | - | - | - | - | - | - | - |
| 659  | 658  | - | - | - | - | - | - | - |

### Enseignement
La commune est située dans l'académie de Nantes. Mareil-sur-Loir dispose d'une école primaire publique. Le collège le plus proche, ainsi que le lycée, se situent à La Flèche. Des arrêts de bus scolaires sont mis en place à Mareil-sur-Loir pour se rendre dans ces établissements.

### Santé
Aucun médecin ni infirmier n'est installé à Mareil-sur-Loir. Les plus proches sont à la maison médicale de Luché-Pringé. L'hôpital le plus proche, le Pôle Santé Sarthe et Loir, est situé sur la commune du Bailleul, à 22 km de Mareil-sur-Loir.

### Cultes

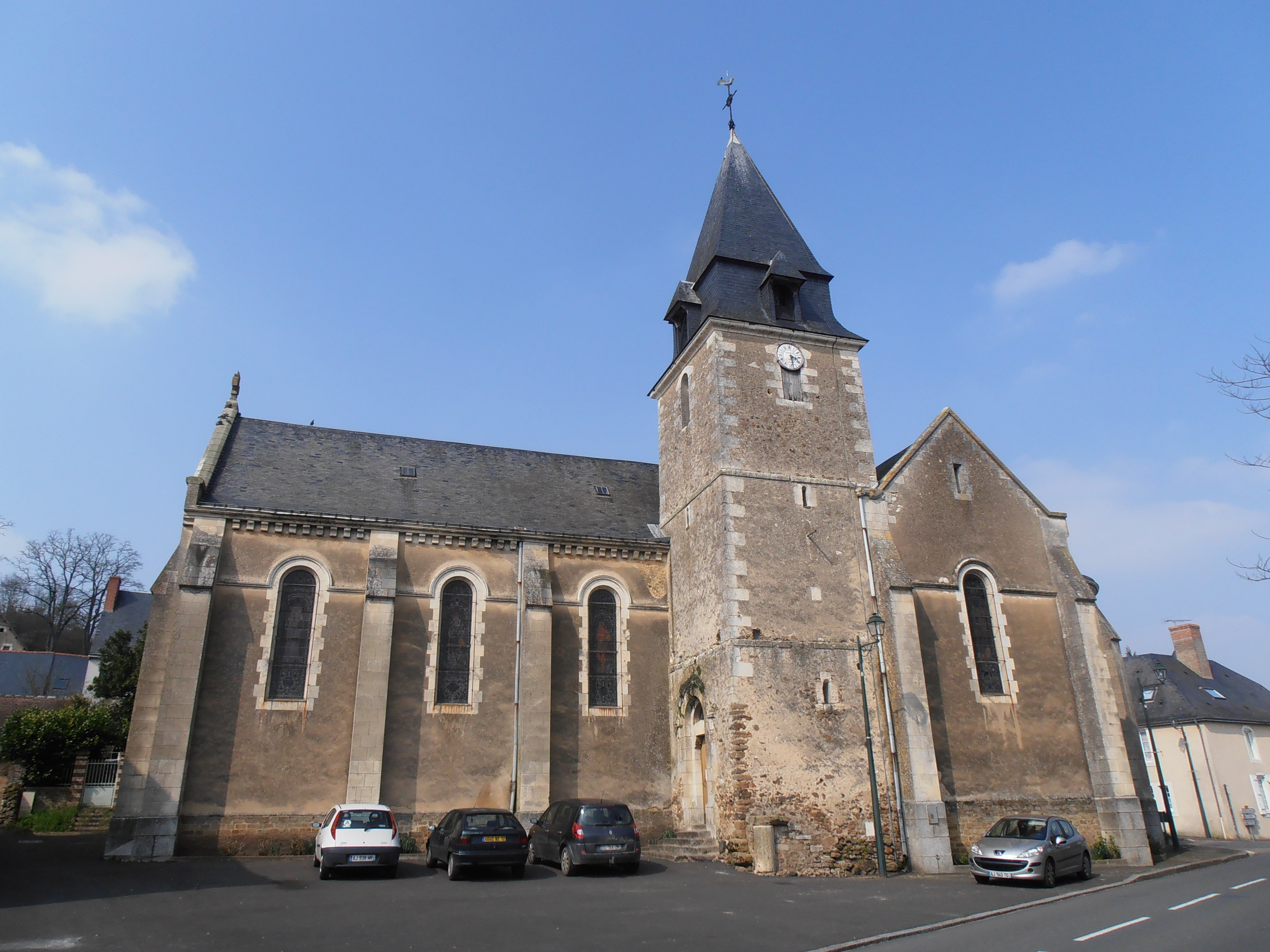
L'église Saint-Christophe.

La commune fait partie de la paroisse de Luché-Pringé, qui regroupe également les communes de Thorée-les-Pins et Saint-Jean-de-la-Motte, au sein du diocèse du Mans. Le culte catholique est assuré à Mareil à l'église Saint-Christophe.

## Économie

### Revenus de la population et fiscalité
En 2010, le revenu fiscal médian par ménage était de 28 539 €, ce qui plaçait Mareil-sur-Loir au 16 673e rang parmi les 31 347 communes de plus de 50 ménages en métropole.
Selon l'enquête de l'Insee, 52,4 % des foyers fiscaux de la commune étaient imposables en 2009.

### Emploi
La population mareillaise âgée de 15 à 64 ans s'élevait en 2009 à 396 individus, contre 310 en 1999, parmi lesquels on comptait 74,9 % d'actifs, dont 67,3 % ayant un emploi. Également, en 2009, seulement 15,9 % des actifs de 15 ans ou plus ayant un emploi qui résident à Mareil-sur-Loir, travaillent dans la commune ; 78 % travaillent dans la Sarthe et 5,8 % travaillent dans un autre département.
En 2009, le taux de chômage était de 10,2 %, contre 12,0 % en 1999, dont près des deux-tiers étaient des femmes. L'agence Pôle emploi pour la recherche d'emploi la plus proche est localisée à La Flèche.
En 2009 on comptait 66 emplois dans la commune, contre 55 en 1999. Le nombre d'actifs ayant un emploi résidant dans la commune étant de 270, l'indicateur de concentration d'emploi n'est que de 24,4 %, ce qui signifie que la commune offre approximativement un peu plus d'un emploi pour quatre Mareillais actifs. Cet indicateur était de 27,8 % en 1999.

## Culture et patrimoine

### Lieux et monuments
- Église Saint-Christophe, des XIIe, XVIIe et XIXe siècles[34].
- Lavoir et fontaine.
- Chapelle Notre-Dame, des XVIIe ou XVIIIe siècles[35].
- Château de la Pilletière.
- Manoir de Semur.
- Manoir de l'église, du XIVe siècle.
- Maison de la Chapellerie[36].

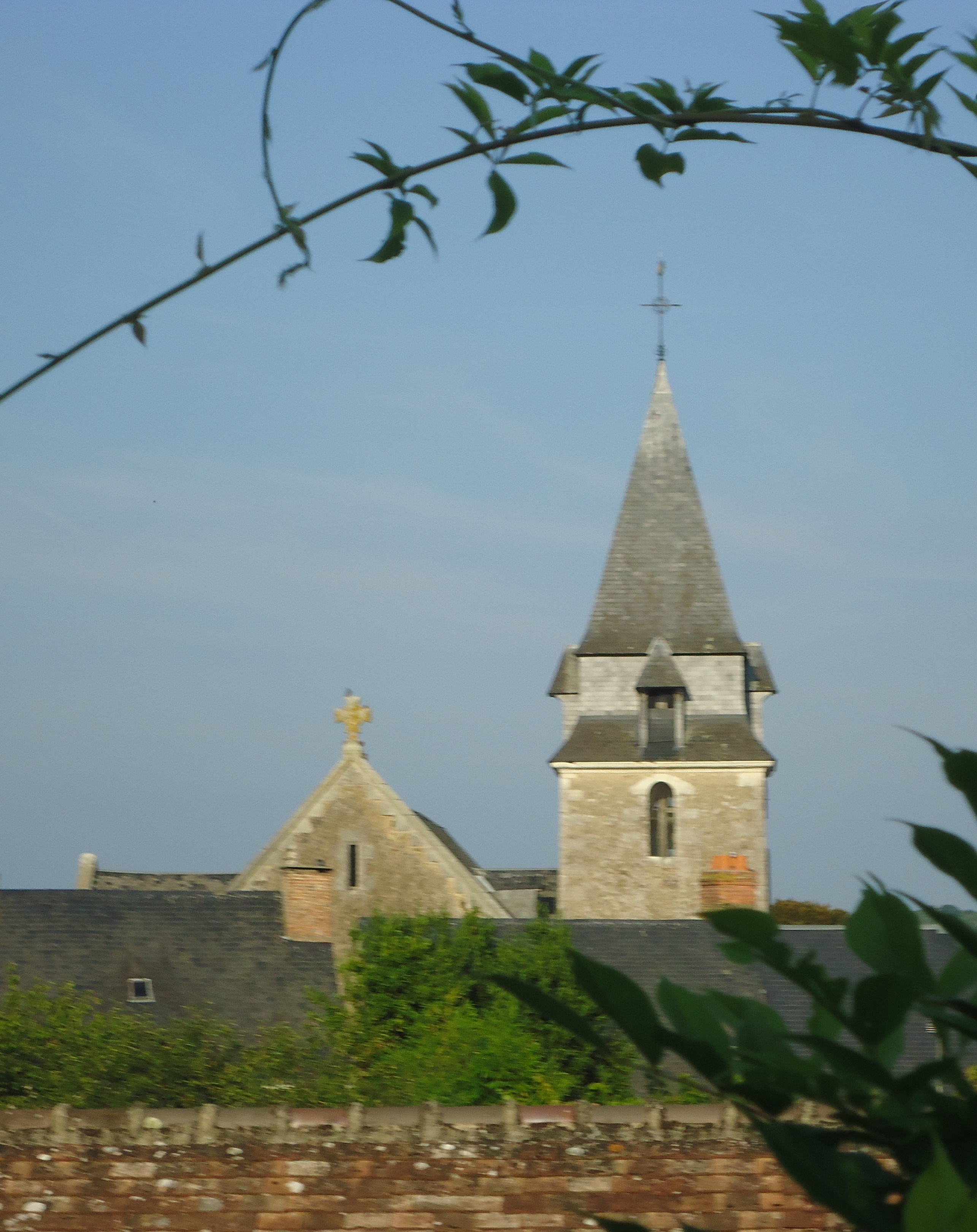
Le clocher de l'église Saint-Christophe.
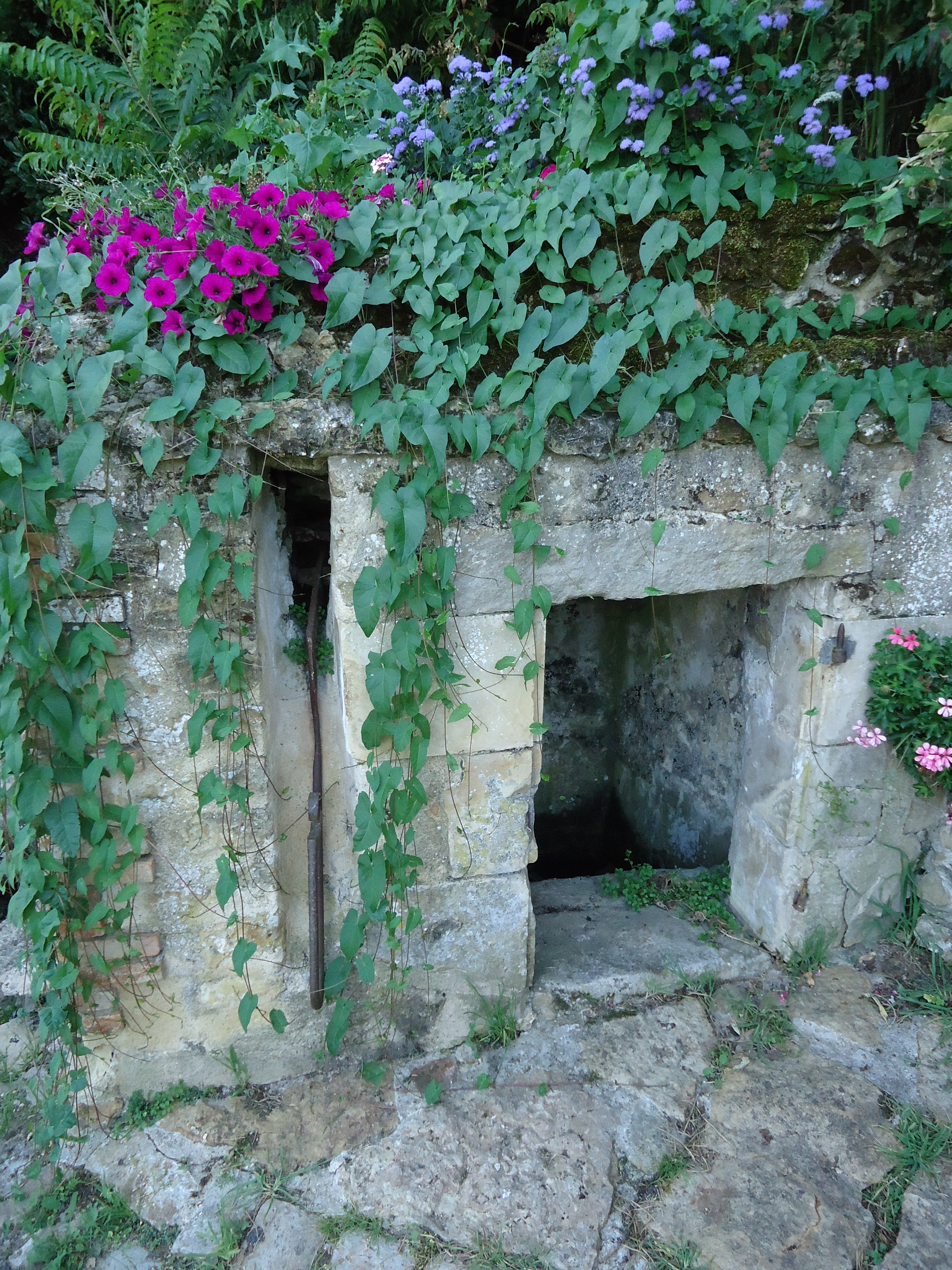
La fontaine du bourg.
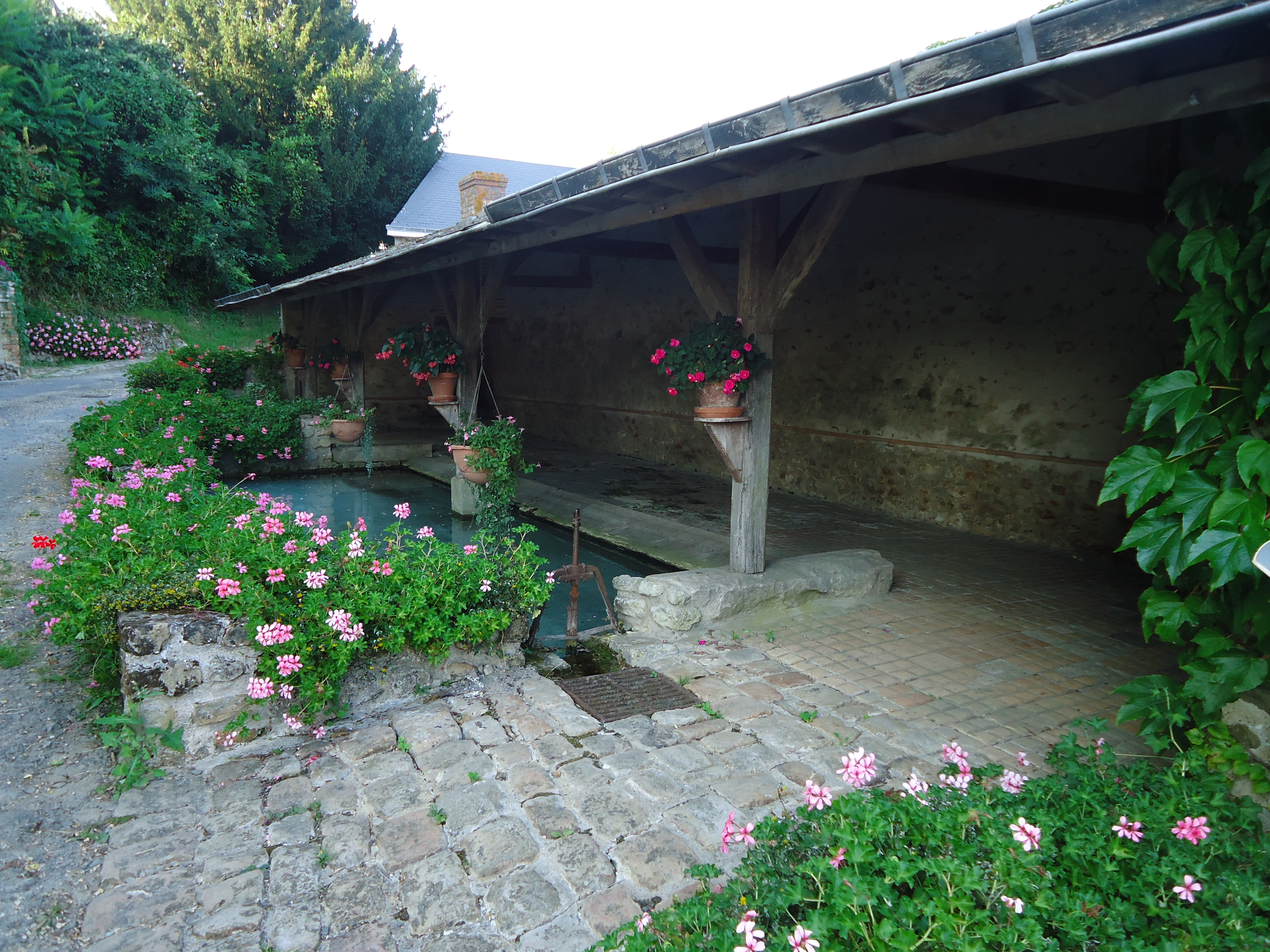
Le lavoir du bourg.
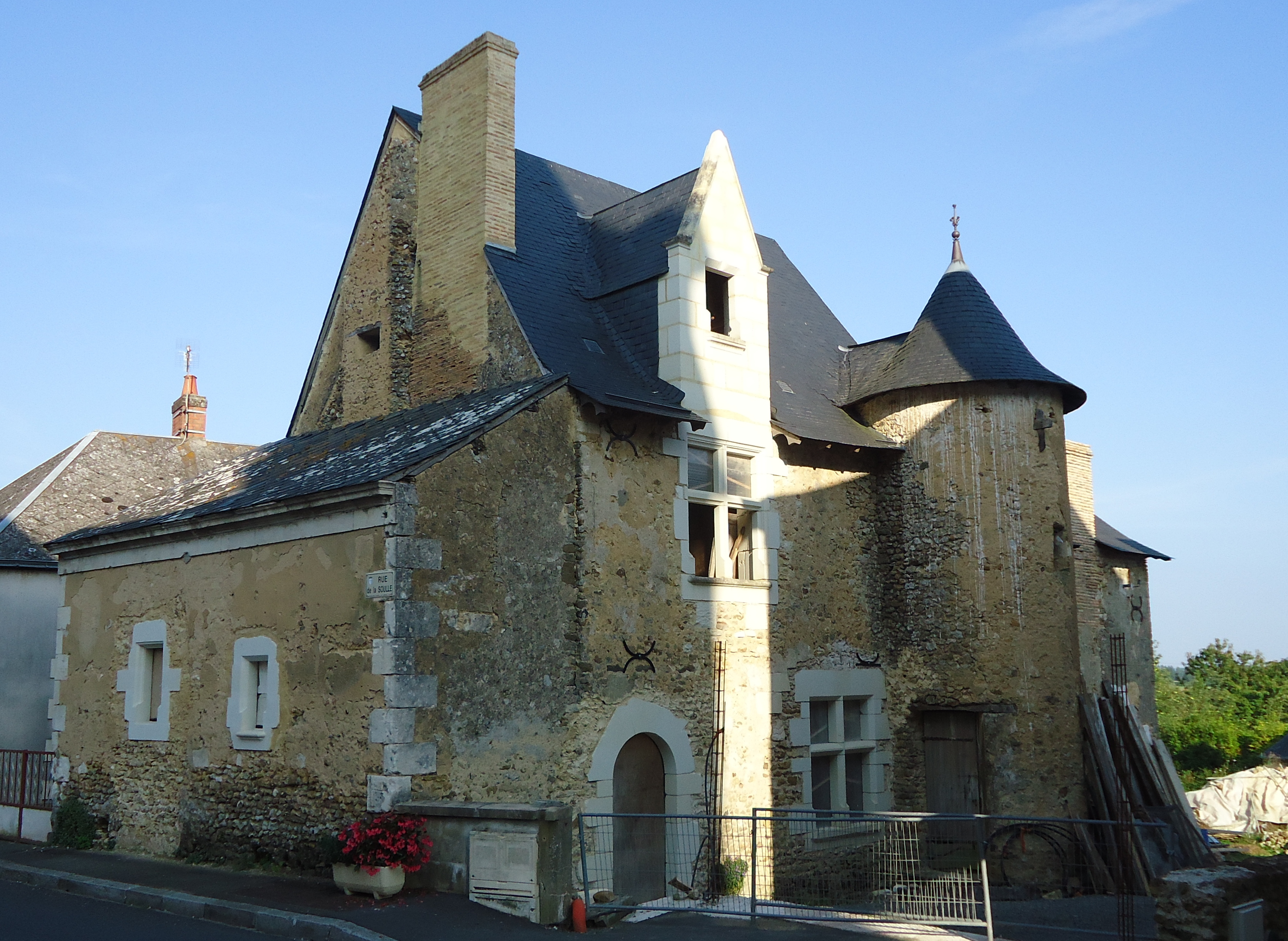
Le manoir de l'église.
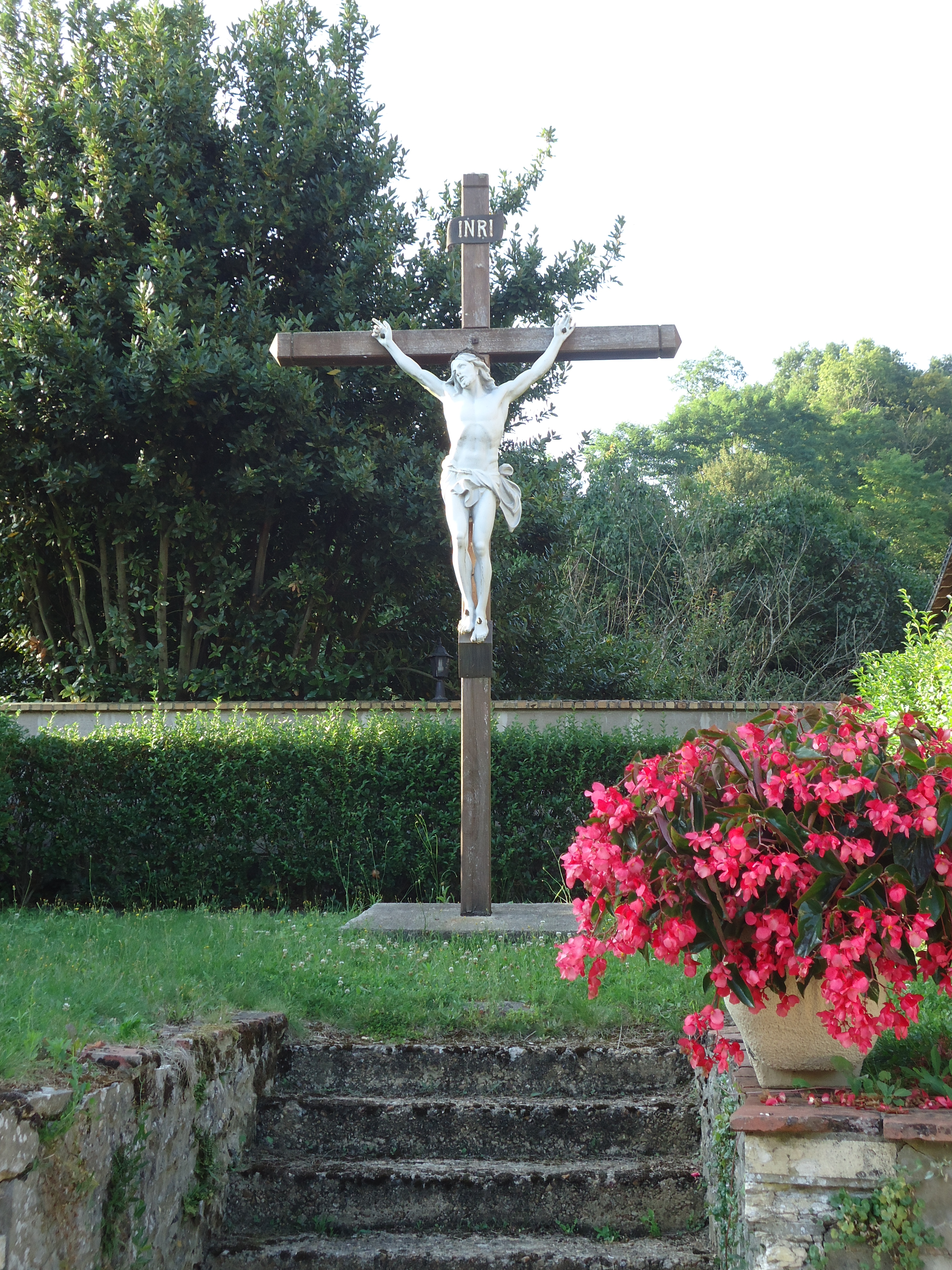
Le calvaire du bourg.

### Manifestations
Bal costumé (en février), fleurissement, fête patronale en juillet (feu d'artifice, cochon grillé), vide-greniers (en septembre), loto (en décembre), marché de Noël et illuminations, le tout organisé par le comité des fêtes mareillais, et le comice agricole.

### Héraldique
| Armes de Mareil-sur-Loir | Les armoiries de Mareil-sur-Loir se blasonnent ainsi : D'azur à la fasce ondée d'argent, accompagnée de trois feuilles de vigne, deux en chef au centre et à senestre, une en pointe à dextre, au bâton de saint Christophe, posé en bande à dextre,entre les feuilles du chef et celle de la pointe et brochant sur la rivière, le tout du même; au chef d'or chargé de quatre fleurs à cinq pétales de gueules, la tige à dextre. |